# Miloš Jakeš
Miloš Jakeš (České Chalupy, cerca de Budějovice, 12 de agosto de 1922-Praga, 10 de julio de 2020) fue un político comunista checoslovaco, Secretario General del Partido Comunista de Checoslovaquia entre 1987 y 1989. Renunció a su cargo el 24 de noviembre de 1989 durante la Revolución de Terciopelo.

## Biografía

### Comienzos
Jakeš creció una familia pobre de los Selva de Bohemia antes de trabajar en una fábrica de la empresa de zapatos Bata en la ciudad de Zlín entre 1937 y 1950. Se afilió al Partido Comunista poco después de la Segunda Guerra Mundial, ascendiendo notablemente en las filas del mismo. En 1955 comenzó sus estudios en el Alto Instituto del Partido Comunista de la Unión Soviética en Moscú y, tras graduarse en 1958, su carrera continuó sin interrupción, sin afectarle los acontecimientos de la Primavera de Praga de 1968. Tras la invasión soviética, Jakeš fue uno de los principales dirigentes de las purgas contra el sector reformista durante el periodo de la Normalización.

### Carrera política
Tras la dimisión de Gustáv Husák como Secretario General del KSČ en una dramática sesión del Comité Central en diciembre de 1987, Jakeš fue nombrado Secretario General apoyado por las diferentes corrientes del Partido. Tras su ascenso al poder, comenzó a promocionarse como reformista defendiendo verbalmente el concepto de la Perestroika. A pesar del intento del Partido Comunista por defender las demandas públicas por la reforma, Jakeš permaneció opuesto firmemente a cualquier diálogo con el creciente movimiento de oposición del país. Sin embargo, dimitió junto a otros miembros del Presidium en noviembre de 1989, cuando el KSČ fue derribado del poder por la Revolución de Terciopelo encabezada por Václav Havel.

### Discurso en Červený Hradek
Jakeš fue objeto de numerosas bromas y humillación debido a su estilo verbal, fama que cobró debido a un famoso discurso realizado ante los trabajadores de la organización local del Partido en Červený Hrádek. Cuando hablaba de la necesidad de aplicar la Perestroika de Mijaíl Gorbachov, se presentó a sí mismo y al Partido como una supuesta solitaria línea de defensa abandonada a su suerte para resolver las dificultades. En el mismo discurso equivocó la palabra parrilla por la de caldero y habló así mismo en una forma vergonzosamente familiar acerca de los supuestos ingresos desorbitados de las estrellas de pop checoslovacas (¡Ninguno de nosotros gana tanto!). Su discurso fue grabado por un periodista de la televisión checoslovaca que consiguió hacer secretamente una copia. La grabación fue distribuida entre la gente en el verano de 1989 con un éxito total e incluso montada como canción de dance. 
El amplio sentimiento existente entre los checoslovacos de decadencia moral e intelectual de la casta dominante de Checoslovaquia fue confirmada por este discurso y por el canto del lema Jakeše do koše! (¡Jakeš al cubo de basura!) durante las manifestaciones de masas de la Revolución de Terciopelo.

### Últimos años
En 2003, Jakeš y otros dos importantes dirigentes del KSČ fueron juzgados por su papel en los acontecimientos de agosto de 1968. Acusado de intentar fallidamente establecer un gobierno obrero-campesino pro-soviético al servicio de los intereses de los ocupantes, se enfrentó a una posible pena importante de prisión. Sin embargo, finalmente no fue condenado por traición. Durante sus últimos años vivió en Praga como pensionista, soliendo participar en las manifestaciones y actos de organizados por el Partido Comunista de Bohemia y Moravia. Escribió el libro Dva roky generálním tajemníkem (Dos años como Secretario General) donde compara la etapa comunista de Checoslovaquia con la época husita del país.